# Baltleucauge gillespiae
Espèce
Baltleucauge gillespiae est une espèce fossile d'araignées aranéomorphes de la famille des Tetragnathidae.

## Distribution
Cette espèce a été découverte dans de l'ambre de la mer Baltique. Elle date du Paléogène.

## Publication originale
- (en) Wunderlich, 2008 : Descriptions of fossil spider (Araneae) taxa mainly in Baltic amber, as well as certain related extant taxa. Beiträge zur Araneologie, vol. 5, p. 44–139.